# Иоанникий (Липовац)
Митрополит Иоанникий (в миру Йован Липовац, серб. Јован Липовац; 16 февраля 1890, село Столив — 18 июня 1945, Аранджеловац) — епископ Сербской православной церкви, митрополит Черногорско-Приморский.

## Биография
Родился 16 февраля 1890 года в селе Столив на берегу Которского залива, в семье Шпира Липоваца и Марии Дамианович.
Окончил школу в Прчани, гимназию в Которе, православный богословский институт в Задаре и философский факультет Белградского университета.
8 ноября 1912 года епископом Бококоторским и Дубровническим Владимиром (Боберичем) был рукоположен в сан диакона, а 10 ноября — в священника.
В 1912—1918 годы был военным капелланом в Которе. В то время территория Которской бухты (Боки) находилась под властью Австро-Венгрии и в войсках империи Габсбургов, особенно во флоте, было много православных славян. Во время первой мировой войны на австрийских военных кораблях появлялись просербские и антиавстрийские надписи, которые австрийские офицеры боялись стереть в течение нескольких дней. В 1918 годы в Которе вспыхнуло восстание австрийских моряков славянского происхождения, которое было жестоко подавленно.
В 1918—1919 годы — настоятель прихода в Ластве.
В 1919—1925 годы — преподаватель Цетиньской гимназии, женской учительской школы и Цетинской духовной семинарии.
В 1925—1940 годы — профессор 1-й мужской гимназии в Белграде.
Будучи вдовым протоиереем, 8 декабря 1939 года избран викарным епископом Будимлянским.
1 февраля 1940 года в Монастыре Раковица под Белградом пострижен в монахи митрополитом Скоплянским Иосифом (Цвийовичем) и возведён в сан игумена.
11 февраля 1940 года в Белградском соборе рукоположён во епископа. Хиротонию совершили: патриарх Сербский Гавриил (Дожич), митрополит Скопльский Иосиф (Цвийович) и епископ Зворничско-Тузланский Нектарий (Круль).
11 декабря 1940 года решением Священного Архиерейского собора избран митрополитом Черногорско-Приморским.
23 февраля 1941 года в Цетинье состоялась его интронизация, которую возглавил Скоплянский митрополит Иосиф (Цвийович).
Крушение югославской монархии в апреле 1941 года и немецко-итальянская оккупация положили начало тяжелым испытаниям для православных в Черногории. После прихода оккупантов знавший итальянский язык митрополит остался в Цетинье и смог продолжить свою деятельность по управлению епархией. Более того он сумел добиться освобождения части интернированных солдат и офицеров югославской армии, а затем и арестованных итальянцами и албанцами черногорцев. При этом Владыка Иоанникий последовательно боролся с двумя доктринами — коммунистической и фашистско-нацистской. Всего в 1941—1945 году в Черногории погибли 100 священников, из которых 12 убиты оккупантами, а остальные 88 — коммунистами. Был разрушен ряд церквей.
Как духовный глава православных и председатель Общества Красного Креста Черногории митрополит Иоанникий неоднократно требовал от итальянских оккупационных властей освобождения черногорцев, посаженных в тюрьму или интернированных в Албанию и Италию. Из своих скромных средств Цетиньская митрополия помогала беженцам, пострадавшим от албанского, хорватского и немецкого террора.
В годы войны поддерживал благожелательные отношения с предстоятелем Албанской православной церкви архиепископом Христофором (Киси). В мае 1942 года митрополит Иоанникий обратился к архиепископу Христофору с двумя письменными просьбами: разрешить одному черногорскому иеромонаху служить в Печском монастыре (в присоединенном к Албании районе), где не осталось насельников, и помочь в освобождении интернированных в албанских лагерях сербов из Метохии. Во втором письме (от 11 мая) митрополит Иоанникий благодарил архиепископа за помощь в освобождении интернированного в Албании духовенства Черногорской епархии.
В ноябре 1944 года, накануне прихода Югославской Народно-освободительной армии, митрополит Иоанникий с 70 священниками покинули Черногорию. До конца ноября он пребывал между Подгорицей и Скадарским озером, где к Владыке присоединилось ещё несколько десятков священнослужителей. В начале декабря эта группа направилась на запад через Санджак и Боснию, но, добравшись до Словении, попала в плен к частям НОАЮ.
Сначала митрополита Иоанникия перевезли в Белград, где обвинили в том, что он якобы давал инструкции Михайловичу, а затем — в Аранджеловец. Здесь 8-9 июня 1945 года после жестоких мучений митрополита убили по приказу титовского генерала Пеко Дапчевича.
Командующий 1-й югославской армии прислал в Цетиньский монастырь панагию и крест убитого митрополита.